# Caudebec-en-Caux
Caudebec-en-Caux là một xã trong vùng hành chính Normandie, thuộc tỉnh Seine-Maritime, quận Rouen, tổng Caudebec-en-Caux. Tọa độ địa lý của xã là 49° 31' vĩ độ bắc, 00° 43' kinh độ đông. Caudebec-en-Caux nằm trên độ cao trung bình là 5 mét trên mực nước biển, có điểm thấp nhất là 1 mét và điểm cao nhất là 116 mét. Xã có diện tích 4,93 km², dân số vào thời điểm 2001 là 2276 người; mật độ dân số là 462 người/km².

## Thông tin nhân khẩu
| 1926  | 1931  | 1936  | 1946  | 1954  | 1962  | 1968  | 1975  | 1982  | 1990  | 1999  |
| ----- | ----- | ----- | ----- | ----- | ----- | ----- | ----- | ----- | ----- | ----- |
| 2 062 | 2 166 | 2 229 | 1 680 | 2 115 | 2 775 | 2 843 | 2 729 | 2 477 | 2 265 | 2 338 |

## Địa điểm tham quan
- Nhà thờ
- Maison des Templiers (Nhà của Hiệp sĩ dòng Đền)
- Tòa thị chính
- Musée de la marine de Seine